# Isla lacustre

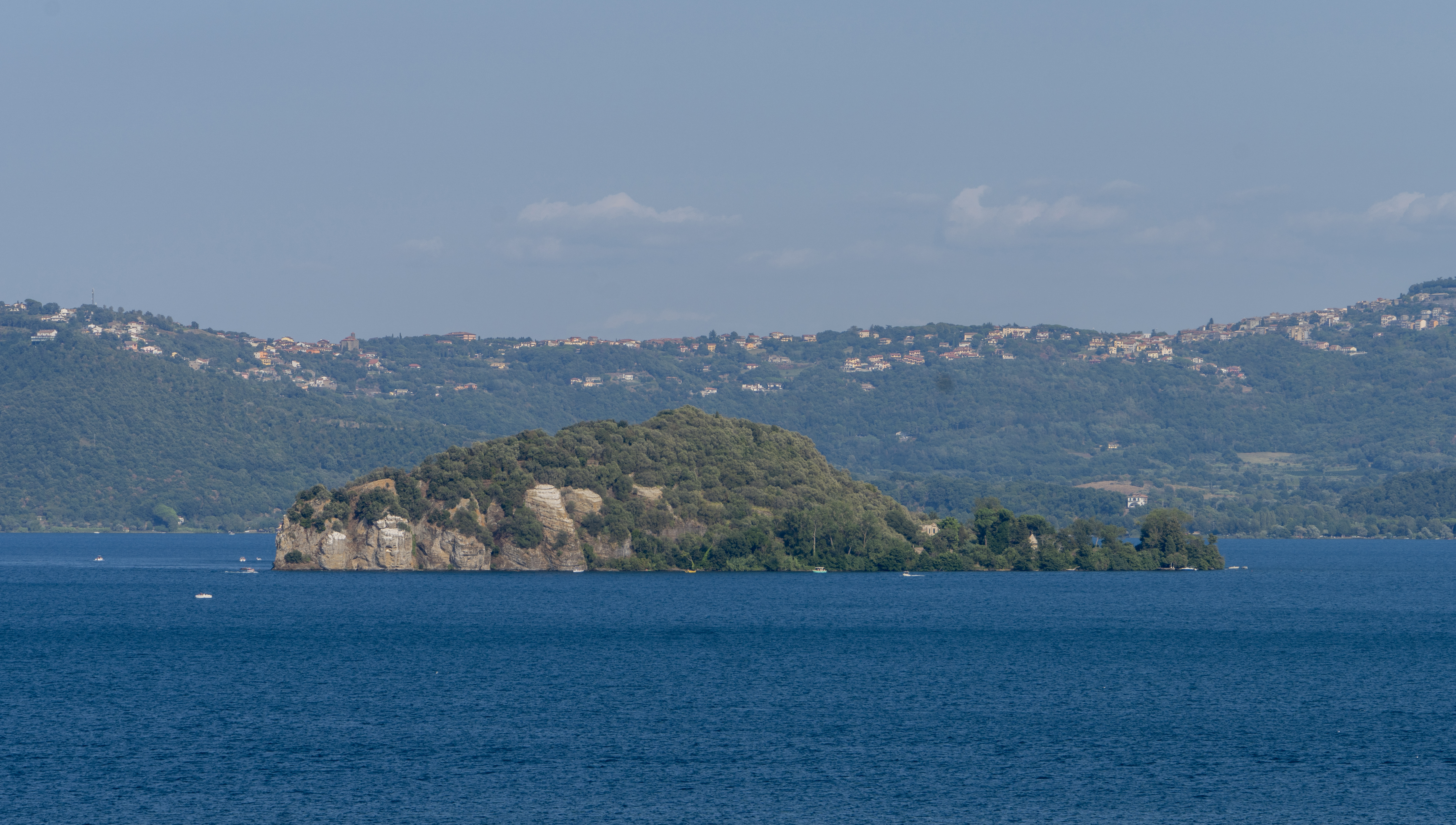
Isla Martana en el lago de Bolsena, Italia.

Una isla lacustre es cualquier masa de tierra dentro de un lago. Es un tipo de isla interior. Cuando son un grupo de islas en un mismo lago, se puede formar un archipiélago lacustre. 

## Formación
Las islas lacustres pueden formarse de muchas maneras. Pueden ocurrir a través de una acumulación de sedimentación como bancos de arena, y convertirse en verdaderas islas a través de cambios en el nivel del lago. Pueden haber sido originalmente parte de la orilla del lago, y haber sido separados de ella por la erosión, o pueden haber quedado como pináculos cuando el lago se formó a través de una elevación en el nivel de un río u otra vía fluvial (ya sea natural o artificialmente a través de la represa de un río o lago). Al crear un lago glacial, una morena puede formar una isla. También pueden haberse formado a través de terremotos, meteoritos o actividad volcánica. En el último caso, existen islas de cráteres o calderas, con nuevas prominencias volcánicas en lagos formados en los cráteres de volcanes más grandes. Otras islas lacustres incluyen lechos efímeros de vegetación flotante e islas formadas artificialmente por la actividad humana. 
Hay pocas islas lacustres naturales con un área superior a 250 km². De estas, cinco se encuentran en los Grandes lagos de América del Norte, tres se encuentran en los Grandes lagos africanos, una se encuentra en el lago más grande de América Central, una se formó por el cuarto mayor impacto de meteoritos del mundo, y una está ubicada en el lago más grande (por volumen) del mundo.

### Islas lacustres en cráteres volcánicos y calderas
A veces se pueden formar lagos en las depresiones circulares de los cráteres volcánicos. Estos cráteres suelen ser cuencas circulares u ovales alrededor del respiradero desde los que brota el magma. Una gran erupción volcánica a veces resulta en la formación de una caldera, causada por el colapso de la cámara de magma debajo del volcán. Si se expulsa suficiente magma, la cámara vacía no puede soportar el peso del volcán, y se desarrolla una fractura más o menos circular, una falla de anillo, alrededor del borde de la cámara. El centro del volcán dentro de la fractura de anillo se derrumba, creando una depresión en forma de anillo. Mucho después de la erupción, esta caldera puede llenarse de agua para convertirse en un lago. Si la actividad volcánica continúa o se reinicia, el centro de la caldera puede elevarse en forma de una cúpula o domo resurgente, para convertirse en una isla lacustre en el cráter. Aunque típicamente las calderas son más grandes y profundas que los cráteres y se forman de diferentes maneras, a menudo se ignora una distinción entre ambas en circunstancias no técnicas y el término lago de cráter se usa ampliamente para los lagos formados tanto en los cráteres como en las calderas.
La siguiente es una lista de grandes o notables islas lacustres en cráteres 
- Caldera volcánica:
  - Islas Teodoro Wolf e islas Yerovi, en el lago Cuicocha, Ecuador
  - Isla Teopan, lago de Coatepeque, El Salvador
  - Islas Quemadas, lago Ilopango, El Salvador
  - Isla Horseshoe [Herradura] (ahora sumergida) en el lago del cráter Monte Katmai, Alaska, Estados Unidos
  - Isla Wizard y Phantom Ship, lago del Cráter, Oregón, Estados Unidos
  - Isla del lago Wenchi, Etiopía
  - Isla Volcano del lago Taal, Luzon, Filipinas
  - Isla Samosir, lago Toba, Sumatra, Indonesia
  - Islas Bisentina y Martana, lago de Bolsena, Italia
  - Isla Kamuishu, lago Mashū, Hokkaidō, Japón
  - Isla Nakano, lago Tōya, Hokkaidō, Japón
  - Isla Motutaiko, en el lago Taupo,  isla Norte, Nueva Zelanda
  - Isla Mokoia en el lago Rotorua, isla Norte (Nueva Zelanda)
  - Dos islas en el lago Dakataua, en la caldera del Dakataua, provincia West New Britain, Papúa Nueva Guinea
  - Islas Samang, Chayachy, Serdtse [Corazón], Nizkii [Baja] y Glinyanii [Arcilla], lago Kourile, Kamtchatka, Rusia
  - Islas Lahi, Molemole, Si'i y A'ali, lago Vai Lahi, Niuafo'ou, Tonga
  - Isla Meke Dağı, lago Meke Golu, Turquía
  - Isla Meke Dağı en lago de  cráter Meke Golu, Turquía
- Cráteres de impacto :
  - isla René-Levasseur, embalse de Manicouagan, Québec, Canadá; la isla cuenta igualmente con varios lagos que a su vez tienen sus propias islas.
  - Sollerön, en el lago Siljan, Suecia

#### Islas en lagos de forma recursiva
Varias islas lacustres son lo suficientemente grandes como para tener ellas mismas lagos, que a su vez pueden contener islas.  Entre ellas:
- La isla Manitoulin tiene varios lagos, algunos de ellos con sus propias islas;  el lago Mindemoya tiene la mayor de ellas.
- La isla René-Levasseur está también en este caso.
- La isla Glover, en el Grand Lac, isla de Terranova, tiene muchos lagos; el mayor de ellos tiene siete islas.  Siendo Terranova una isla, se trata de islas lacustres  situadas en una isla lacustre situada ella misma en una isla.
- Volcano Island, en el lago del cráter del Taal en las islas Filipinas, tiene su propio lago de cráter; el pitón volcánico del volcán es, de nuevo, una isla en una isla en una isla.

Por áreas las mayores son:
- mayor lago en una isla: lago Nettilling, en la isla de Baffin, Canadá (5542 km²);[1]
- mayor isla lacustre: isla Manitoulin, en el lago Hurón, Canadá (2766 km²);
- mayor isla lacustre en una isla: Samosir (una península que técnicamente está "rodeada de agua" solo porque se construyó un estrecho canal) en Danau Toba en Sumatra - 630 km².
- mayor lago  de una isla lacustre: lago Manitou en la isla Manitoulin en el lago Hurón (104 km²)
- mayor lago de una isla lacustre en una isla: un lago sin nombre, de aproximadamente 152 hectáreas a 66.387°N 69.645°O en una isla sin nombre en el lago Nettilling en la isla de Baffin, Canadá.
- mayor isla lacustre en una isla en un lago: isla Treasure, en el lago Mindemoya en la isla Manitoulin del lago Hurón.
- mayor isla lacustre en una isla lacustre en una isla: isla sin nombre, de aproximadamente 4 hectáreasa 66.687°N 70.479°O, situada en el lago Nettilling en la isla de Baffin, Canadá.

### Islas del cráter formadas por impacto
Los cráteres de impacto, formados por la colisión de grandes meteoritos o cometas con la Tierra, son relativamente poco comunes, y los que existen con frecuencia están muy erosionados o profundamente enterrados. Varios, sin embargo, contienen lagos. Donde el cráter de impacto es complejo, un pico central emerge del piso del cráter. Si hay un lago presente, este pico central puede romper la superficie del agua como una isla. En otros casos, otros procesos geológicos pueden haber causado que solo un lago anular en forma de anillo permanezca a causa de un impacto, con una gran isla central que ocupa el área restante del cráter. La isla de cráter de impacto más grande del mundo (y la segunda isla lacustre más grande del mundo de cualquier tipo) es la isla René-Levasseur, en el lago Manicouagan, Canadá. Las islas Sanshan del lago Tai, China, también son ejemplos de islas de cráter de impacto, al igual que las islas en los lagos Clearwater de Canadá y las islas Slate del lago Superior, también en Canadá. La isla de Sollerön en el lago Siljan, Suecia, y una isla sin nombre en el lago Karakul, Tayikistán, también se formaron por el impacto de meteoritos. 

### Islas flotantes
El término isla flotante a veces se usa para hablar de cúmulos de vegetación que flotan libremente dentro de un cuerpo de agua. Debido a la falta de corrientes y mareas, estas se encuentran con mayor frecuencia en lagos que en ríos o mar abierto. Las masas turbias de materia vegetal de los fondos poco profundos de los lagos pueden aumentar debido a la acumulación de gases durante la descomposición, y a menudo flotarán durante un tiempo considerable, convirtiéndose en islas efímeras hasta que el gas se haya disipado lo suficiente como para que la vegetación regrese al fondo del lago.

### Islas artificiales
Las islas artificiales son islas construidas por la actividad humana en lugar de formarse por medios naturales. Pueden ser totalmente creadas por humanos, ampliadas a partir de islas o arrecifes existentes, formadas uniendo pequeñas islas existentes, o cortadas de un continente (por ejemplo, cortando el istmo de una península). Las islas artificiales tienen una larga historia, que se remonta a los crannogs de la prehistoria de Gran Bretaña e Irlanda, y las islas Uru flotantes tradicionales del lago Titicaca en América del Sur. Las primeras islas artificiales notables incluyen la ciudad azteca de Tenochtitlan, en el sitio de la moderna Ciudad de México. Aunque técnicamente son causadas por la actividad humana, las islas formadas desde las cimas de las montañas por la inundación deliberada de valles (como en la creación de proyectos hidroeléctricos y embalses) normalmente no se consideran islas artificiales. 

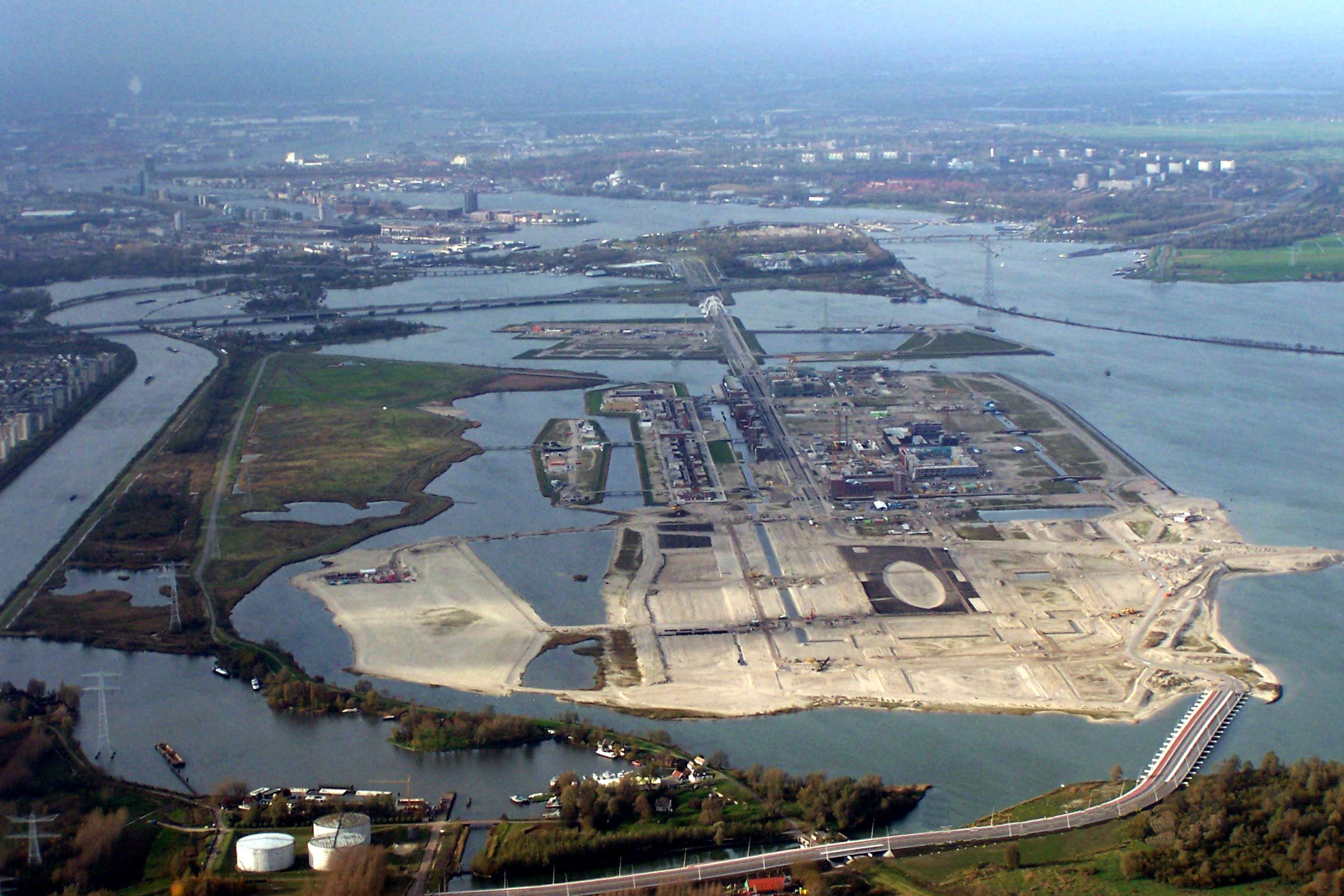
La isla artificial de IJburg, Ámsterdam, Países Bajos.

Las islas artificiales se construyen para numerosos usos, desde protección contra inundaciones hasta estaciones de inmigración o cuarentena. Otros usos para las islas artificiales recuperadas incluyen la expansión del espacio vital o los centros de transporte en regiones densamente pobladas. Las tierras agrícolas también se han desarrollado mediante la recuperación de pólderes en los Países Bajos y otros países de baja altitud. En Australia, hay un grupo de unas setenta islas con nombre en el lago Argyle.
Los ejemplos modernos notables de islas lacuestres artificiales incluyen el pólder neerlandés de Flevopolder en Flevoland, la isla de IJburg en Ámsterdam y la isla Flamingo en la presa de Kamfers, Sudáfrica. Con 948 km², Flevopolder, en el ahora lago de agua dulce IJsselmeer, es la isla artificial más grande del mundo. 

## Anexo: Islas lacustres por superficie
| Ranking | Continente | Tipo | Nombre de la isla           | Lago                       | País(es)                        | Área (km²) |
| 01      | AmN-01     | N    | Isla Manitoulin             | Lago Hurón                 | Canadá                          | 2766       |
| 02      | AmN-02     | A    | Isla René-Levasseur         | Lago Manicouagan           | Canadá                          | 2000       |
| 03      | As-01      | N    | Isla de Oljón               | Lago Baikal                | Rusia                           | 730        |
| 04      | As-02      | N    | Isla Samosir                | Lago Toba                  | Indonesia                       | 630        |
| 05      | AmN-03     | N    | Isla Royale                 | Lago Superior              | Estados Unidos                  | 541        |
| 06      | Af-01      | N    | Isla Ukerewe                | Lago Victoria              | Tanzania                        | 530        |
| 07      | AmN-04     | N    | Isla Saint-Joseph           | Lago Hurón                 | Canadá                          | 365        |
| 08      | AmN-05     | N    | Isla Drummond               | Lago Hurón                 | Estados Unidos                  | 347        |
| 09      | Af-02      | N    | Idjwi                       | Lago Kivu                  | República Democrática del Congo | 285        |
| 10      | AmS-02     | N    | Ometepe                     | Lago Cocibolca             | Nicaragua                       | 276        |
| 11      | Af-03      | N    | Isla Bugala                 | Lago Victoria              | Uganda                          | 275        |
| 12      | AmN-06     | N    | Isla Saint-Ignace           | Lago Superior              | Canadá                          | 274        |
| 13      | AmN-07     | N    | Isla Big Simpson            | Gran Lago del Esclavo      | Canadá                          | 251        |
| 14      | AmN-08     | N    | Isla Blanchet               | Gran Lago del Esclavo      | Canadá                          | 240        |
| 15      | Af-04      | N    | Isla Rubondo                | Lago Victoria              | Tanzania                        | 237        |
| 16      | As-03      | N    | Isla Shahi (o isla del Rey) | Lago Urmía                 | Irán                            | 230        |
| 17      | Af-05      | N    | Isla Buvuma                 | Lago Victoria              | Uganda                          | 230        |
| 18      | AmS-01     | E    | Mayor isla del embalse      | Embalse de Sobradinho      | Brasil                          | 200        |
| 19      | AmN-09     | N    | Isla Glover                 | Gran Lago                  | Canadá                          | 190        |
| 20      | AmN-10     | N    | Isla de Michipicoten        | Lago Superior              | Canadá                          | 180        |
| 21      | AmN-11     | N    | Isla de Preble              | Gran Lago del Esclavo      | Canadá                          | 180        |
| 22      | AmN-12     | N    | Isla de Cockburn            | Lago Hurón                 | Canadá                          | 175        |
| 23      | E-01       | N    | Hurissalo                   | Lietvesi                   | Finlandia                       | 174        |
| 24      | E-02       | N    | Partalansaari               | Haapaselkä                 | Finlandia                       | 170        |
| 25      | AmN-13     | N    | Isla Hecla                  | Lago Winnipeg              | Canadá                          | 151        |
| 26      | AmN-14     | N    | Isla Beaver                 | Lago Míchigan              | Estados Unidos                  | 144        |
| 27      | AmN-15     | N    | Isla Sugar                  | Lago Nicolet - lago George | Estados Unidos                  | 130        |
| 28      | AmN-16     | N    | Isla de Wolfe               | Lago Ontario               | Canadá                          | 124        |
| 29      | E-03       | N    | Viljakansaari               | Haapaselkä                 | Finlandia                       | 115        |
| 30      | AmN-17     | N    | Isla Antílope               | Gran Lago Salado           | Estados Unidos                  | 110        |
| 31      | AmN-18     | N    | Isla Negra                  | Lago Winnipeg              | Canadá                          | 105        |
| 32      | E-01       | N    | Selaön                      | Lago Mälar                 | Suecia                          | 91         |
| 33      | AmN-19     | N    | Isla de Bois Blanc          | Lago Hurón                 | Estados Unidos                  | 88         |
| 34      | AmN-20     | N    | Isla Grande                 | Lago Champlain             | Estados Unidos                  | 81,9       |
| 35      | Af-06      | N    | Isla Ukara                  | Lago Victoria              | Tanzania                        | 80         |
| 36      | E-04       | N    | Manamansalo                 | Lago Oulu                  | Finlandia                       | 76         |
| 37      | E-05       | N    | Äitsaari                    | Lago Saimaa                | Finlandia                       | 74         |
| 38      | AmN-21     | N    | Isla de Simpson             | Lago Superior              | Canadá                          | 73         |
| 39      | Af-07      | N    | Isla Mfangano               | Lago Victoria              | Kenia                           | 65         |
| 40      | E-06       | N    | Ammerön                     | Revsundssjön               | Suecia                          | 61         |
| 41      | AmN-22     | N    | Grand Island                | Lago Superior              | Estados Unidos                  | 58         |
| 42      | AmN-23     | N    | Isla de North Manitou       | Lago Míchigan              | Estados Unidos                  | 58         |
| 43      | AmN-24     | N    | Isla de Neebish             | Lago Hurón                 | Estados Unidos                  | 54         |
| 44      | E-07       | N    | Moinsalmensaari             | Lago Pihlajavesi           | Finlandia                       | 53         |
| 45      | AmS-02     | N    | Isla Zapatera               | Lago Cocibolca             | Nicaragua                       | 52         |
| f.o.    | Af-f/o     | N    | Isla Rusinga                | Lago Victoria              | Kenia                           | 43         |

Varias islas, algunas antiguas islas ahora desaparecidas, no se incluyen en la tabla anterior por diversas razones:
- La isla Vozrozhdeniya,[Nota 2] en el mar de Aral (Kazajistán y Uzbekistán ) se convirtió en una península en 2002. (Tenía una superficie de 2.300 km²).[4]
- Soisalo, un cuerpo de tierra de 1638 km² en Finlandia que está rodeado de lagos individuales (Kallavesi, Suvasvesi, Kerma, Ruokovesi, Haukivesi y Unnukka) conectados por arroyos y ríos, en lugar de asentarse dentro de un lago individual, fue sugerido en un estudio de 1987 como una isla, debido a que efectivamente está «rodeado de agua».[7] Otros científicos refutan esta afirmación, señalando que las aguas que rodean a Soisalo son una cadena de lagos-arroyos que no están en el mismo nivel, con diferencias de elevación de hasta 6 m entre los lagos circundantes, y no cumple con los criterios de una verdadera isla.entre los lagos
- Sääminginsalo en Finlandia (1069 km²) está rodeada por tres lagos (Haukivesi,Puruvesi y Pihlajavesi) situados al mismo nivel, pero está completamente separada del continente por un canal artificial construido en 1750, el canal Raikuun (Raikuun kanava). A veces se hace referencia a Saimaa como un "sistema de lagos".  Como solo está separado de otras tierras por un canal, es discutible si Sääminginsalo puede considerarse una isla.
- Flevoland, en los Países Bajos (948 km²) es un pólder artificial rodeado por el IJsselmeer, un lago de agua dulce igualmente artificial. Es la mayor isla artificial del mundo.
- Samosir, un cuerpo de tierra de 630 km² en el lago Toba, Indonesia, es una península que técnicamente está rodeada de agua solo porque se construyó un canal a través de él, separándolo efectivamente del continente. Por esta razón, no es una isla lacustre natural.